# Escada de mão

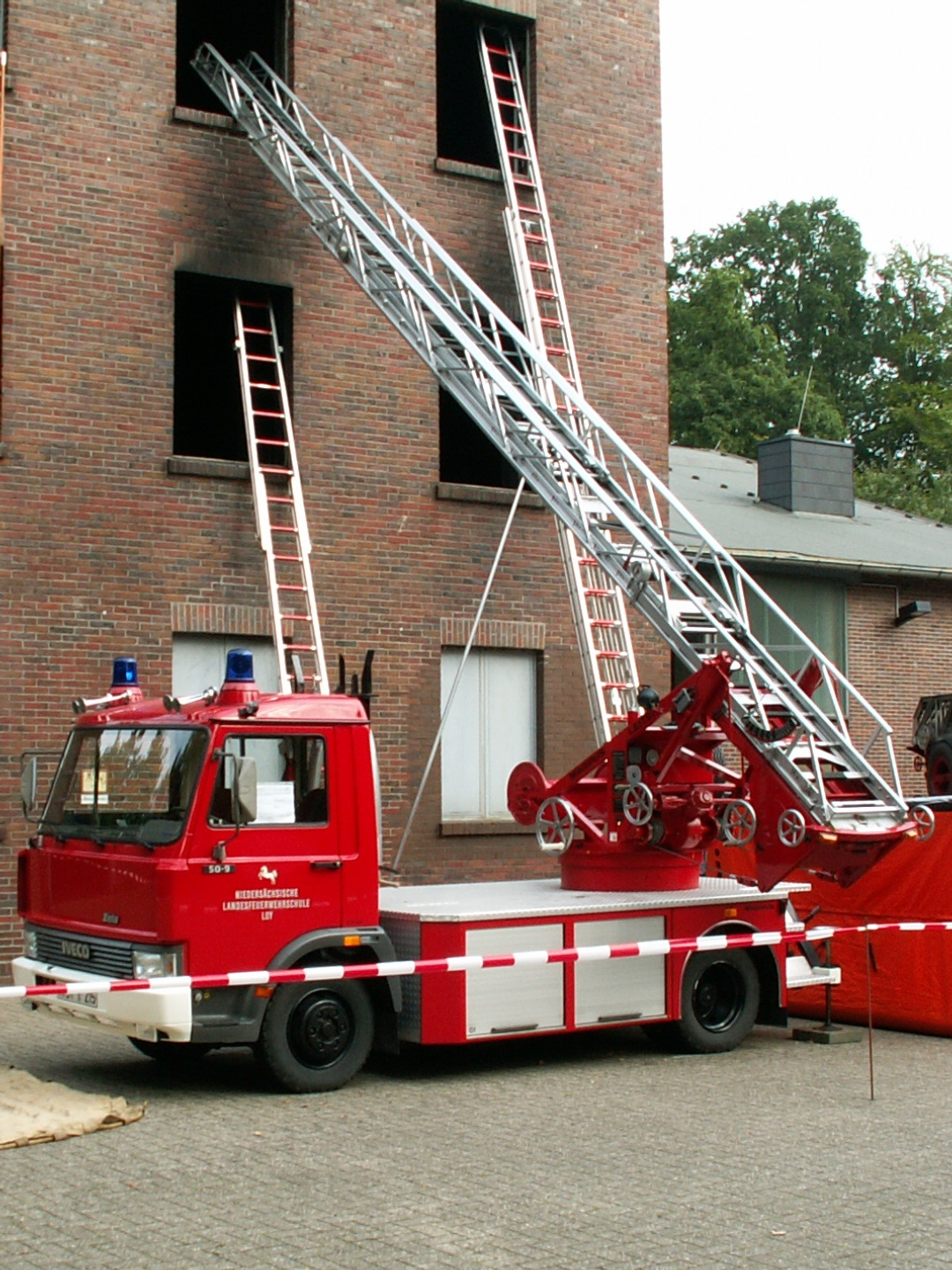
Escada de bombeiro

O escadote ou escada de mão é um utensílio composto por barras ligadas a duas hastes que permite a locomoção para o alto. É utilizado em atividades de bricolagem e operações de salvamento.